# Єлизавета Самадова
Єлизавета Самадова (також Єлизавета Рубан; нар. 3 березня 1995, Харків, Україна) — українська і азербайджанська волейболістка, догравальниця. Виступає за національну збірну Азербайджану.

## Біографія
Народилась 3 березня 1995 року в Харкові. Навчалася в Харківському обласному вищому училищі фізичної культури і спорту. Майстер спорту України. Грала за команду вищої ліги «ОДЮСШ-Орбіта» (Запоріжжя) і юнацьку збірну України. У сезоні 2011/12 виступала за команду вищого дивізіону «Галичанка» (Тернопіль). 
2012 року, разом з Оленою Харченко з «Орбіти» (Запоріжжя), переїхала до Азербайджану. Захищали кольори столичної «Рабіти». Через два роки отримали громадянство цієї країни і можливість грали за національну збірну. З того часу Єлизавета Рубан почала виступати під прізвищем Самадова, а Олена Харченко — Гасанова.
Потім виступала за «Телеком Баку» в 2014 році. Протягом сезону 2016-17 рр. вона була капітаном «Телеком Баку» і виграла чемпіонат в Суперлізі Азербайджану. Того ж року отримала звання MVP — найціннішого гравця. Влітку 2017 року вона перейшла до італійської команди Серії А1 Паллаволо Скандіччі. Влітку 2018 року вона приєдналась до російської команди Ленінградка (Санкт-Петербург), яка виступає в Суперлізі. У 2020 році через пандемію COVID-19 скасувала контракт з командою «Ленінградка».

## Клуби
| Роки      | Команди                         |
| --------- | ------------------------------- |
| 2010—2011 | «ОДЮСШ-Орбіта» (Запоріжжя)      |
| 2011—2012 | «Галичанка» (Тернопіль)         |
| 2012—2014 | «Рабіта» (Баку)                 |
| 2014—2017 | «Телеком» (Баку)                |
| 2017—2018 | «Савіно Дель Бене» (Скандіччі)  |
| 2018—2020 | «Ленінградка» (Санкт-Петербург) |
| 2021—2022 | «Болу Беледієспор»              |
| 2022—2024 | «Лугож»                         |
| 2024—     | «Альба-Блаж»                    |

## Національна команда
Самадова дебютувала у складі дорослої збірної Азербайджану в 2015 році. Вона допомогла своїй команді заробити золото в Європейській волейбольній лізі у 2016 році та на Іграх ісламської солідарності 2017 року. Вона також виступала за Азербайджан на чемпіонаті Європи у 2017 р. з волейболу серед жінок і вийшла в півфінал.

## Спортивні досягнення
- 2015 — чемпіон Азербайджану
- 2016 — переможець Європейської ліги
- 2017 — MVP
- 2017 — переможець Ігор ісламської солідарності 2017 року[en]
- 2017 — четверте місце на чемпіонаті Європи[7]

## Особисте життя
Єлизавета Самадова зустрічалась із сербським професійним футболістом Йованом Крнетою, який виступав за Zira FK в азербайджанській Прем'єр-лізі. У 2019 році в Белграді (Сербія) вийшла заміж за Йована Крнету..